# Love Bus: cinci povești de dragoste din București
Love Bus: cinci povești de dragoste din București este un film românesc din 2014 regizat de Roxana Andrei, Mihai Mincan, Constantin Radu Vasile, Andrei Georgescu, Florin Babei. Rolurile principale au fost interpretate de actorii Ada Galeș, Cătălin Jugravu, Andrei Ion.

## Distribuție
Distribuția filmului este alcătuită din:
- Cătălina Crișan — Cătă
- Andrei Ion — Andrei
- Nicolas Teodorescu — Vărul
- Ada Galeș — Alexandra
- Bogdan Zamfir — Bobo
- Iulia Ciochină
- Cătălin Jugravu — Vlad
- Carla Maria Teahă — Călușarul
- Victoria Răileanu
- Issabela Yang — Iza
- Tania Popa
- Alec Secăreanu — George
- Andrei Seușan

## Primire
Filmul a fost vizionat de 872 de spectatori în cinematografele din România, după cum atestă o situație a numărului de spectatori înregistrat de filmele românești de la data premierei și până la data de 31 decembrie 2014 alcătuită de Centrul Național al Cinematografiei.